# マーロン・ハンフリー
マーロン・N・ハンフリー（Marlon N. Humphrey, 1996年7月8日 - ）は、アメリカ合衆国アラバマ州フーバー出身のプロアメリカンフットボール選手。NFLのボルチモア・レイブンズに所属している。ポジションはコーナーバック。

## 経歴

### ハイスクール
高校時代は陸上競技にも取り組んでおり、2013年の世界ユース陸上競技選手権大会では110mハードルで準優勝した。
| 氏名 | 出身                                                                                | 高校 / 大学      | 身長 | 体重           | 40‡  | コミット日    |
| --- | ----------------------------------------------------------------------------------- | ---------------- | ---- | -------------- | ---- | ------------- |
| マーロン・ハンフリー CB | フーバー                                                                            | フーバー高等学校 | N/A  | 196 lb (89 kg) | 4.48 | 2014年1月29日 |
| マーロン・ハンフリー CB | リクルート スターレーティング: Scout: N/A Rivals: 247Sports: ESPN: ESPNグレード: 90 |                  |      |                |      |               |
| 全リクルート順位: Rivals: 9 247Sports: 11 ESPN: 15 |                                                                                     |                  |      |                |      |               |
| - 注意: 多くの場合、Scout、Rivals、247Sports、ESPNの間で身長、体重が一致しない可能性がある。 - これらの場合、平均をとっている。ESPNグレードは100ポイントスケールに基づいている。 出典: - “Marlon Humphrey, 2014”. Rivals.com. 2023年6月28日閲覧。 - “2014 Team Ranking”. Rivals.com. 2023年6月28日閲覧。 |                                                                                     |                  |      |                |      |               |

### カレッジ
アラバマ大学に進学し、1年目の2014年シーズンはNCAAのレッドシャツ制度により試合に出場しなかった。
2015年シーズンから試合に出場した。このシーズン、チームはCFPナショナルチャンピオンシップで優勝した。
2016年シーズンは36タックル、2つのインターセプトを記録し、オールアメリカンファーストチームに選出された。シーズン終了後、2017年のNFLドラフトにアーリーエントリーした。

#### 個人成績
| Season | Team     | Conf | Pos  | GP | Tackles | Tackles | Tackles | Tackles | Interceptions | Interceptions | Interceptions | Interceptions | Interceptions | Fumbles | Fumbles |
| Season | Team     | Conf | Pos  | GP | Solo    | Cmb     | Ast     | Sck     | PD            | Int           | Yds           | Avg           | TD            | FF      | FR      |
| ------ | -------- | ---- | ---- | -- | ------- | ------- | ------- | ------- | ------------- | ------------- | ------------- | ------------- | ------------- | ------- | ------- |
| 2015   | アラバマ | SEC  | DB   | 15 | 35      | 45      | 10      | 0.0     | 8             | 3             | 28            | 9.3           | 0             | 2       | 0       |
| 2016   | アラバマ | SEC  | DB   | 14 | 26      | 36      | 10      | 0.0     | 5             | 2             | 18            | 9.0           | 1             | 1       | 0       |
| 通算   | 通算     | 通算 | 通算 | 29 | 61      | 81      | 20      | 0       | 13            | 5             | 46            | 9.2           | 1             | 3       | 0       |

### ボルチモア・レイブンズ
| 6 ft 0+1⁄4 in (184 cm)      | 197 lb (89 kg) | 32+1⁄4 in (82 cm) | 8+3⁄4 in (22 cm) | 4.41 s | 1.52 s | 2.57 s | 6.75 s | 10 ft 5 in (3.18 m) | 10 回 |
| All values from NFL Combine |                |                   |                  |        |        |        |        |                     |       |

ドラフト全体16位でボルチモア・レイブンズから指名され、その後4年総額1,184万ドルのルーキー契約を結んだ。

#### 2017年シーズン
第5週のオークランド・レイダース戦でキャリア初となる先発出場を果たした。先発を務めていたジミー・スミスがアキレス腱を断裂したため、シーズン最後の4試合では先発を務めた。シーズン全体では34タックル、11のパスディフレクション、2つのインターセプトを記録した。

#### 2018年シーズン
このシーズンは37タックル、15のパスディフレクション、2つのインターセプトを記録した。

#### 2019年シーズン
開幕前に背番号を29から44に変更した。第4週のクリーブランド・ブラウンズ戦では相手のオデル・ベッカム・ジュニアと口論になり、ベッカムの頭を芝生に押し付けるなどした。なお、試合後にベッカムに謝罪している。第5週のピッツバーグ・スティーラーズ戦では試合終了間際にジュジュ・スミス＝シュスターからファンブルを誘発。その後ジャスティン・タッカーがフィールドゴールを成功させ、劇的な逆転勝利となった。シーズン全体では65タックル、14のパスディフレクション、3つのインターセプトを記録し、自身初となるプロボウル、オールプロファーストチームに選出された。

#### 2020年シーズン
開幕前にレイブンズから5年目の契約オプションを行使された。その後、2020年10月1日にレイブンズと5年総額9,750万ドルの契約延長に合意した。第5週のシンシナティ・ベンガルズ戦でジョー・バロウからキャリア初となるサックを記録した。このシーズンは2年連続となるプロボウルに選出された。

#### 2021年シーズン
第13週のスティーラーズ戦で胸筋を痛め、そのままシーズン終了となった。

#### 2022年シーズン
このシーズンは71タックル、7つのパスディフレクション、3つのインターセプトを記録し、2年ぶりにプロボウルに選出された。

#### 2023年シーズン
シーズン開幕前に足の手術を行い、最初の4試合を欠場した。復帰後もふくらはぎの怪我に悩まされ、レギュラーシーズンは10試合の出場に留まり、プレーオフのヒューストン・テキサンズ戦も欠場した。

#### 2024年シーズン
16試合に先発出場し、67タックル、15パスディフレクション、キャリアハイの6インターセプトを記録して、2度目のオールプロファーストチームに選出された。